# یورگن رولانتس
یورگن رولانتس (اسپانیایی: Jürgen Roelandts‎؛ زادهٔ ۲ ژوئیهٔ ۱۹۸۵) دوچرخه‌سوار اهل بلژیک است.
از باشگاه‌هایی که در آن رکاب زده‌است می‌توان به تیم لوتو–سودال و تیم بی‌ام‌سی اشاره کرد.